# Warmonderdam- en Alkemaderpolder
Het waterschap Warmonderdam- en Alkemaderpolder was een waterschap in de gemeenten Sassenheim en Warmond, in de Nederlandse provincie Zuid-Holland. Het waterschap was in 1827 ontstaan uit:
- De Warmonderdampolder, gesticht in 1611
- De Alkemaderpolder, gesticht vóór 1615

Het waterschap was verantwoordelijk voor de vervening, drooglegging en later de waterhuishouding in de polder.